# 伊内斯·迪尔斯
伊内斯·迪尔斯（德語：Ines Diers，1963年11月2日—），德国女子游泳运动员，主攻自由泳。她曾代表东德参加1980年夏季奥林匹克运动会游泳比赛，获得二枚金牌、二枚银牌和一枚铜牌。